# Schloss Unterschnaittenbach

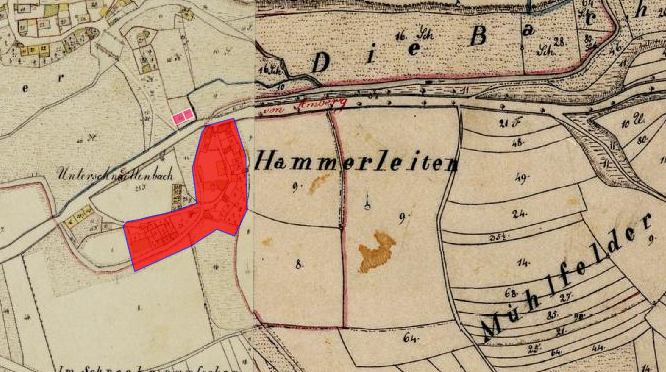
Lageplan von Schloss Unterschnaittenbach auf dem Urkataster von Bayern

Das abgegangene Schloss Unterschnaittenbach (bzw. das so bezeichnete Hammerwerk Unterschnaittenbach) befand sich in der oberpfälzischen Stadt Schnaittenbach im Landkreis Amberg-Sulzbach von Bayern. In Unterschnaittenbach war ein Hammerwerk, das von der Wasserkraft des Ehenbachs betrieben wurde. „Untertägige Befunde des spätmittelalterlichen und frühneuzeitlichen Eisenhammers ‚Unterschnaittenbach‘ sowie des zugehörigen Hammerschlosses“ werden als Bodendenkmal unter der Aktennummer D-3-6438-0039 geführt.

## Geschichte
Am 23. April 1271 wird in einer Urkunde, in der die Grafen von Ortenburg-Murach ihre Rechte und Besitzungen rund um den Buchberg (bei Kemnath am Buchberg) an den wittelsbachischen Herzog Ludwig II. verkauften, auch das aus den beiden Teilen Obernsneitenbach und Nidernsneitenbach bestehende Dorf Schnaittenbach erwähnt. Das Hammergut Unterschnaittenbach wird 1398 erstmals genannt, als Pfalzgraf Rupprecht II. dieses an Hans den Kastner von Amberg verkauft. Bereits damals wurde ein Freiheitsbrief ausgestellt. Die Kastners konnten über die Hammerleute die niedere Gerichtsbarkeit ausüben. Der Besitz ist in der Folge immer ein eigenes Gemeinwesen geblieben. Erst 1938 wurde die bis dahin selbständigen Gemeinde Unterschnaittenbach aufgelöst und nach Schnaittenbach eingemeindet.
Der Hammer Unterschnaittenbach befand sich bis 1620 im Besitz der oberpfälzischen Familie der Kastner, die sich häufig von Unterschnaittenbach benennen. Die Ahnenreihe der Kastner auf Schnaittenbach beginnt mit Hans († 1419), Friedrich (15. Jhd.), Leonhard († 1468), Hans d. J. († 1497), Andreas († 1547) und Paul Kastner († 1556). 1578 erteilte Kurfürst Ludwig dem David Kastner einen Landsassenfreiheitsbrief auf den Hammer Unterschnaittenbach. Es folgen David (* 1541, † 25. April 1590), Tobias († 1605), Paul Sigmund († vor 1621) und Hans Wilhelm (* 1561, † 1620), Hans Wilhelm d. J. (* 1603, † 1634) und Michael Kastner († 17. Jhd.). Nach 1622 erscheint hier auch ein Georg von Erkenbrechtshausen, der die Anna Eva Kastner zur Frau genommen und einen Teil des Gutes gekauft hatte.
Im Dreißigjährigen Krieg ging das Hammergut 1625 durch Brand zugrunde. Noch 1665 war nichts aufgebaut außer einer kleinen Mühle mit zwei Mahlgängen. Aus einem Bericht des Johann German Barbing an den Kurfürst Ferdinand Maria vom 16. Januar 1666 heißt es: "Schnailtenbach. Ein Blechhammer, so auf den Grund abgebrannt, und daran nichts mehr aufgebaut worden als ein schlechtes Mühlerl, welches dermalen Claudi Schorys Tochtermann, Christoph Jakob Castner, besitzt, der aber gleichfalls zum Wiederaufbau des Hammerwerk keine Hoffnung gibt.
Auf die Kastners folgt Claudius Schori (1652–1662), der 1649 die Witwe des Hans Wilhelm Kastners geheiratet hatte. 1705 sind wieder die Kastners hiesige Inhaber (Jakob Christoph, † 1700; Christoph Jakob, † vor 1707). 1700 wird auch Johann Wolfgang Franz Steinhauser genannt, der eine Tochter des Jakob Christoph Kastners geheiratet hatte. 1724 erscheint sein Schwiegersohn Friedrich Josef Münsterer als Hammerherr. 1749 erkauft Maria Anna von Eberts von der Witwe des Münsterers Unterschnaittenbach. 1759 war ihre Tochter Maria Elisbetha Danielin von Froschheim Herrin des Gutes. In der Folge wechselt der Besitz häufig: 1767 kauft es Johann Georg Siegert, 1791 Jakob Franz von Hötzendorf, Pfleger zu Floss, und 1797 Maria Barbara von Sutor, Professorenwitwe aus Ingolstadt. Letztere ließ das Gut zertrümmern; ein Hälfteanteil ging an die Josepha Freiin von Frönau auf Metzenhof, Oberstleutnantswitwe, die 1803 ihren Anteil wieder verkaufte. Danach kamen die Besitzteile in bürgerliche Hände und die Gerichtsbarkeit wurde entzogen.
Der Hammer wurde um 1809 abgebrochen, heute hat sich von dem Schloss nichts mehr erhalten, an seiner Stelle wurden die Häuser Nr. 3 und 4 errichtet. Zudem wurde auf dem Schlossgrundstück ein Wirtshaus errichtet und das ehemalige Verwalterhaus wurde zu einem Färbereibetrieb umgestaltet.
In der Pfarrkirche St. Vitus in Schnaittenbach befinden sich mehrere Epitaphe der Familie Kastner.